# Arrondissement de Solingen
L'arrondissement de Solingen est un arrondissement de 1816 à 1929 du district de Düsseldorf dans la province de Rhénanie, qui appartient à la Prusse. Solingen est séparée de l'arrondissement en 1896, qui est aussi le siège de l'administration de l'arrondissement jusqu'en 1914. Le territoire de l'arrondissement comprend essentiellement la zone des villes actuelles de Burscheid, Langenfeld, Leichlingen, Leverkusen, Monheim am Rhein et Solingen.

## Histoire
Le duché de Berg est cédé à la France en 1806 et Napoléon Bonaparte en fait le Grand-duché de Berg sous le règne de son beau-frère Joachim Murat. Peu après la bataille de Leipzig, le Grand-suché se dissout. La plupart des régions du pays tombent aux mains de la Prusse lors du Congrès de Vienne. Avec les autres parties des possessions prussiennes sur les rives gauche et droite du Rhin, elle forme la province de Juliers-Clèves-Berg avec le siège administratif à Cologne, qui est réunie le 22 juin 1822 à la province du Grand-duché du Bas-Rhin, également formé en 1815, avec le siège administratif à Coblence pour former la province de Rhénanie.
Dans le cadre de cette réorganisation administrative, l'arrondissement de Solingen est également fondé. Il comprend initialement les huit mairies de Burg (de), Cronenberg (de), Dorp (de), Gräfrath (de), Höhscheid (de), Merscheid (de), Solingen et Wald (de), fondées à l'époque française.
Le 30 octobre 1819, la superficie de l'arrondissement est considérablement agrandie car l'arrondissement d'Opladen (de), également fondé en 1816, est dissous et ses mairies de Burscheid (de), Leichlingen (de), Monheim (de), Opladen (de), Richrath et Schlebusch (de) sont ajoutées à l'arrondissement de Solingen. Dans le même temps, la mairie de Burg est transférée dans l'arrondissement de Lennep et la mairie de Cronenberg est transférée dans l'arrondissement d'Elberfeld (de).
En 1845, par le biais des règlements communaux de la province de Rhénanie, toutes les communes possédant leur propre maison reçoivent le statut de commune. Après l'entrée en vigueur du Code des villes rhénanes de 1856 pour les villes de l'arrondissement, l'arrondissement est structuré comme suit depuis 1858, :
| Villes avec le Code des villes rhénanes                                                                         | Villes avec le Code des villes rhénanes |
| --- | --------------------------------------- |
| Burscheid, Dorp (de), Gräfrath, Hitdorf, Höhscheid, Leichlingen, Merscheid, Neukirchen, Opladen, Solingen, Wald |                                         |
| Mairie | Communes                                |
| Monheim (de) | Baumberg, Monheim, Rheindorf            |
| Opladen-Campagne (de)                                                                                           | Bürrig, Wiesdorf                        |
| Richrath | Richrath, Reusrath                      |
| Schlebusch (de)                                                                                                 | Lützenkirchen, Schlebusch, Steinbüchel  |
| Witzhelden | Witzhelden                              |

Les changements suivants sont ensuite apportés à la structure administrative :
- Dorp est incorporée à Solingen le 1er janvier 1889.
- La mairie d'Opladen-Campagne est rebaptisée mairie de Küppersteg (de) en 1889[7]
- Merscheid est rebaptisée Ohligs le 31 août 1891.
- Le 1er avril 1896, Solingen est séparée de l'arrondissement en tant que nouveau arrondissement urbain.
- Rheindorf est élevé au rang de mairie en 1897, qui est administré en union personnelle avec la ville d'Hitdorf[8].
- Neukirchen est rebaptisée Bergisch Neukirchen en 1904.
- Richrath et Reusrath fusionnent le 1er avril 1910 pour former la commune de Richrath-Reusrath.
- Le siège de l'arrondissement est déplacé de Solingen à Opladen en 1914 sous la direction de l'administrateur de l'arrondissement Adolf Lucas (de).
- Bürrig est incorporée à la commune de Wiesdorf le 1er avril 1920, qui reçoit le Code des villes rhénanes en 1921.

L'arrondissement de Solingen est alors structuré comme suit :
| Villes avec le Code des villes rhénanes                                                                    | Villes avec le Code des villes rhénanes |
| --- | --------------------------------------- |
| Burscheid, Gräfrath, Hitdorf, Höhscheid, Leichlingen, Bergisch Neukirchen, Ohligs, Opladen, Wald, Wiesdorf |                                         |
| Mairie1)                                                                                                   | Communes                                |
| Monheim (de)                                                                                               | Baumberg, Monheim                       |
| Rheindorf                                                                                                  | Rheindorf                               |
| Richrath                                                                                                   | Richrath-Reusrath                       |
| Schlebusch (de)                                                                                            | Lützenkirchen, Schlebusch, Steinbüchel  |
| Witzhelden                                                                                                 | Witzhelden                              |

1) de 1928 « Bureau »
Avec la loi du 1er août 1929 sur la réorganisation communale de la zone industrielle rhénane-westphalienne, l'arrondissement de Solingen est dissous. Les villes de Gräfrath, Höhscheid, Ohligs et Wald sont incorporées à Solingen. Les villes et communes restantes, ainsi que celles de l'arrondissement de Lennep, qui est également dissous, sont affectées à l'arrondissement de Solingen-Lennep (de) nouvellement formé, qui est rebaptisé arrondissement de Rhin-Wupper (de) en 1931.

## Évolution de la démographie
| Année | Résident |
| ----- | -------- |
| 1819  | 44 512   |
| 1825  | 47 502   |
| 1835  | 55 244   |
| 1871  | 92 484   |
| 1880  | 107 365  |
| 1900  | 112 539  |
| 1910  | 154 753  |
| 1925  | 180 814  |

## Politique et administration

### Administrateurs de l'arrondissement
- 1816:–9999 Carl Theodor von Seyssel d'Aix (de)
- 1816–1818: Wilhelm von Voss (de)
- 1818–1819: Georg Bärsch
- 1819–1836: Georg Franz von Hauer (de)
- 1836–1850: Julius von dem Bussche-Ippenburg (de), genannt v. Kessell
- 1850:–9999 Gottlieb Kyllmann (de)
- 1850–1851: Anton Kessler (de)
- 1851–1886: Karl Friedrich Melbeck (de)
- 1886–1894: Carl Möllenhoff (de)
- 1894–1900: Fritz Dönhoff (de)
- 1900–1927: Adolf Lucas (de)
- 1927–1929: Peter Trimborn (de)

### Administration de l'arrondissement

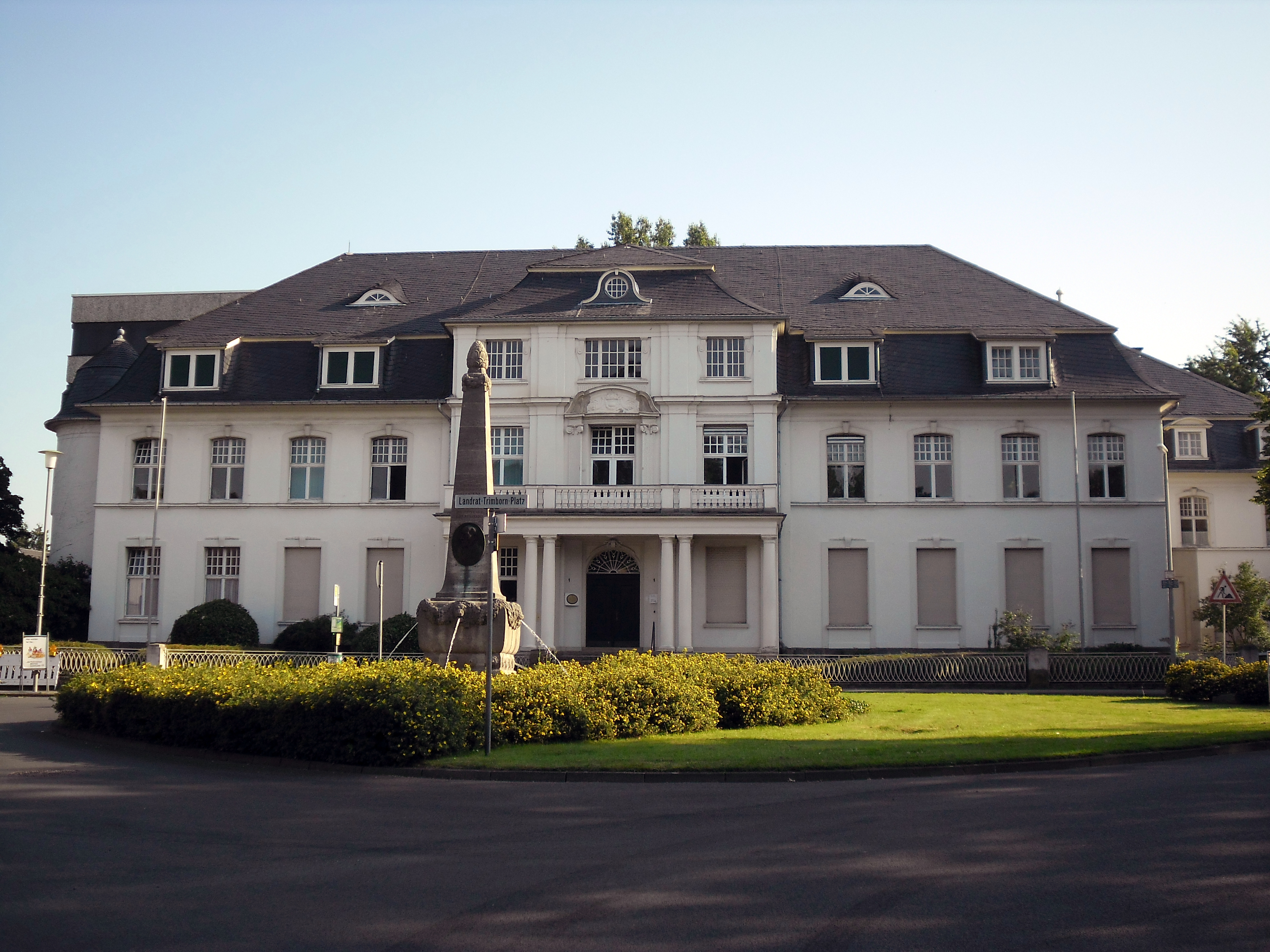
Le dernier bureau de l'arrondissement d'Opladen, utilisé à partir de 1914

L'administrateur d'arrondissement reprend l'administration de l'arrondissement de Solingen avec un effectif qui s'agrandit au fil des années. Le siège de l'administration de l'arrondissement est le bureau de l'arrondissement, qui est initialement situé dans la Villa d'Höhscheid manoir de Kirschheide (de) après la fondation de l'arrondissement. Il y reste jusque vers 1830.
En 1854, le bureau d'arrondissement emménage dans le manoir d'Herkersdorf, Kölner Straße 10 à Solingen. En 1869, l'administrateur de l'arrondissement Melbeck déménage son administration dans un bâtiment nouvellement construit sur la Friedrichstrasse, à l'ouest de la vieille ville de Solingen. Sous la direction de l'administrateur d'arrondissement Lucas, le bureau d'arrondissement est finalement transféré à Opladen en 1914.